# Джюрджевац
Джюрджевац (хорв. Đurđevac) — город на севере Хорватии, входящий в состав Копривницко-Крижевацкой жупании. Население — 6616 человек в самом городе, 8862 человека в общине с центром в Джюрджеваце (2001). 98,38 % населения — хорваты.
Джюрджевац расположен на северо-восток от Загреба. В 25 километрах к северо-западу расположен город Копривница, в 25 километрах к юго-западу — Бьеловар, в 30 километрах к юго-востоку Вировитица.
Джюрджевац расположен на железнодорожной и автомобильной магистрали Вараждин — Осиек. Ещё одна автодорога идёт на юг, в сторону Бьеловара.

## История
Археологические находки, обнаруженные в окрестностях Джюрджеваца, свидетельствуют о пребывании на данной местности не только жителей Древнего Рима, но и поселенцев доисторической эпохи. Первое же документальное свидетельство нахождения населённого пункта, расположенного на месте современного города, относится к 1270 году и описывается как поселение с церковью Святого Георгия. В 1326 году на окраине поселения была построена крепость, которую продолжали расширять и укреплять в течение последующих двухсот лет. В 1477 году здесь поселился епископ Печа Сигизмунд Эрнушт в выкупленном им имении чешского дворянина Яна Витовца. В 1552 году, после захвата Вировитицы, войска Османской империи начали совершать набеги на Джюрджевац, следствием которых стало разграбление поселения и огромный отток населения из него. Для поддержки оставшихся жителей в их борьбе с османами, австрийским правительством в город были введены войска, вскоре получившие прозвище «джюроки» (хорв. Đuroki). Произошедший в это время один из эпизодов обороны города, лёг в основу городской легенды, именуемой местными жителями как «Пикохада». В 1606 году после заключения Венского и Житваторокского мира в Джюрджевац постепенно начало возвращаться население, а спустя более чем полтора века из него были выведены австрийские войска.